# May December
Pour plus de détails, voir Fiche technique et Distribution.
May December est un film américain réalisé par Todd Haynes et sorti en 2023. Écrit par Samy Burch et Alex Mechani, le scénario est librement inspiré de la vraie histoire de Mary Kay Letourneau.
Présenté en compétition officielle lors du festival de Cannes 2023, le film reçoit les acclamations de la critique, qui salue les performances du trio principal, la mise en scène de Haynes, le scénario pour ses éléments satiriques subtils, son style camp ainsi que la bande originale aux accents dramatiques. Toutefois, il ne remporte aucune récompense.

## Titre
« Le titre May December fait référence à un terme anglo-saxon désignant une relation entre deux personnes ayant une grande différence d'âge. »

## Synopsis
Cela fait près de vingt ans que Gracie Atherton a épousé Joe Yoo, un Américano-Coréen plus jeune de vingt-trois ans. Cette romance avait fait la une de la presse people, notamment en raison de leur importante différence d'âge. Le couple vit désormais à Savannah (Géorgie) et reçoit la visite d'une actrice, Elizabeth Berry. Celle-ci s'apprête en effet à incarner Gracie sur le grand écran et fait des recherches pour préparer son rôle.

## Fiche technique
- Titre original : May December
- Réalisation : Todd Haynes
- Scénario : Samy Burch (en) et Alex Mechanik (en)
- Musique : Marcelo Zarvos (en), d'après le thème principal de Michel Legrand pour le film Le Messager de Joseph Losey
- Direction artistique : Eric Dean
- Décors : Sam Lisenco
- Costumes : April Napier
- Photographie : Christopher Blauvelt (en)
- Montage : Affonso Gonçalves
- Production : Jessica Elbaum, Will Ferrell, Grant S. Johnson, Pamela Koffler, Tyler W. Konney, Sophie Mas, Natalie Portman et Christine Vachon
- Production déléguée : Lee Broda, Alex Brown, Samy Burch, Madeleine Rudin Johnson, Jonathan Montepare, Jeff Rice, Thomas K Richards et Thorsten Schumacher
- Sociétés de production : Gloria Sanchez Productions, Killer Films, MountainA, Taylor & Dodge et Project Infinity
- Société de distribution : Netflix (États-Unis), Rocket Science, ARP Sélection (France)
- Budget : 20 millions de dollars
- Pays de production :  États-Unis
- Langue originale : anglais
- Format : couleur
- Genre : comédie dramatique/drame psychologique
- Durée : 113 minutes
- Dates de sortie[3] :
  - France : 20 mai 2023 (festival de Cannes), 24 janvier 2024 (sortie nationale)[4]
  - États-Unis : 17 novembre 2023

## Distribution
- Natalie Portman (VFB : Séverine Cayron) : Elizabeth Berry
- Julianne Moore (VFB : Fabienne Loriaux) : Gracie Atherton-Yoo
- Charles Melton (VFB : Maxime Van Santfoort) : Joe Yoo
- Elizabeth Yu (en) (VFB : Sophie Pyronnet) : Mary Yoo
- Gabriel Chung (VFB : Mattéo Marchese) : Charlie Yoo
- Piper Curda (VFB : Marie Braam) : Honor Yoo
- Cory Michael Smith (VFB : Maxime Donnay) : Georgie Atherton
- D. W. Moffett (VFB : Franck Dacquin) : Tom Atherton, le père de Georgie
- Kelvin Han Yee : le père de Joe
- Lawrence Arancio (VFB : Daniel Nicodème) :  Morris Sperber
- Andrea Frankle (VFB : Colette Sodoyez) : Rhonda
- Mike Lopez : Ben
- Drew Scheid : Cameron

 Source : carton du générique de fin

## Production
En juin 2021, Natalie Portman et Julianne Moore sont annoncées dans les rôles principaux. En septembre 2022, elles sont rejointes par Charles Melton. En janvier 2023, Piper Curda, Elizabeth Yu ainsi que Gabriel Chung sont annoncés.
Le tournage se déroule à Savannah dans l'État de Géorgie,. Il dure 23 jours et s'achève en novembre 2022,.

## Accueil
Les critiques sont particulièrement élogieuses, tant dans le monde anglo-saxon qu’en France.
Sur telerama.fr et dans Télérama, Louis Guichard qualifie May December de « chef-d'œuvre »,.
Sur l’agrégateur de critiques Rotten Tomatoes, le film obtient 92 % d'avis favorables pour 13 critiques et une note moyenne de 7,6⁄10.
Sur Metacritic, qui utilise une moyenne pondérée, le film obtient une note de 82⁄100 pour 12 critiques.
Enfin, Allociné donne une moyenne de 3,7⁄5 pour 35 critiques.

## Distinctions

### Nominations
- Golden Globes 2024 :
  - Meilleur film musical ou comédie
  - Meilleure actrice dans un film musical ou comédie pour Natalie Portman
  - Meilleur acteur dans un second rôle pour Charles Melton
  - Meilleure actrice dans un second rôle pour Julianne Moore
- Oscars 2024 : Meilleur scénario original

### Sélection
- Festival de Cannes 2023 : sélection officielle, en compétition